# Liste der Kulturdenkmale in Erpeldingen an der Sauer
In der Liste der Kulturdenkmale in Erpeldingen an der Sauer sind alle Kulturdenkmale der luxemburgischen Gemeinde Erpeldingen an der Sauer aufgeführt (Stand: 12. Januar 2025).

## Kulturdenkmale nach Ortsteil

### Bürden
| Bild | Bezeichnung          | Lage                         | Beschreibung | Stufe | Eingetragen seit  |
| ---- | -------------------- | ---------------------------- | ------------ | ----- | ----------------- |
|      | ehemaliger Bauernhof | 3, impasse du Berger (Karte) |              | IS    | 5. September 2017 |

### Erpeldingen
| Bild           | Bezeichnung         | Lage    | Beschreibung | Stufe | Eingetragen seit |
| -------------- | ------------------- | ------- | ------------ | ----- | ---------------- |
| Weitere Bilder | Schloss Erpeldingen | (Karte) |              | PCN   | 11. Februar 2022 |

Legende: PCN – Immeubles et objets bénéficiant des effets de classement comme patrimoine culturel national; IS – Immeubles et objets inscrits à l’inventaire supplémentaire

## Quelle
- Liste des immeubles et objets beneficiant d’une protection nationales, Nationales Institut für das gebaute Erbe, Fassung vom 23. Dezember 2024, S. 35 f. (PDF)

- Karte mit allen Koordinaten:
- OSM |
- WikiMap